# Glaciar Cook (Georgias del Sur)
Glaciar Cook (en inglés: Cook Glacier) es un glaciar que fluye en un dirección norte-noreste a la Bahía San Andrés en la costa norte de Georgia del Sur. Fue nombrado por el grupo alemán del Año Internacional de Investigaciones Polares, basada en la cercana Bahía Paz de 1882 a 1883, por el capitán James Cook.